# Szayel Aporro Granz
Szayel Aporro Granz (ザエルアポロ・グランツ, Zaeruaporro Gurantsu) is een personage uit de Japanse anime- en mangaserie Bleach. Hij is de 8e espada in Sosuke Aizen's leger.

## Vroegere geschiedenis
Ergens in het verleden hielp Szayel Aporro Nnoitra Gilga met een verrassingsaanval op Nelliel Tu Odelschwank. Ook heeft hij bij het genezen van zijn broer, Yylfordt Granz, parasieten ingeplant, zodat hij het gevecht tussen Yylfordt en Renji Abarai kon volgen. Veel anders is er over hem niet bekend.

## Verhaallijnen
Szayel Aporro verschijnt voor het eerst in de manga volume 28, hoofdstuk 244 en in de anime episode 245.
Szayel doet Renji en Dondochakka in zijn val lopen, en stelt zich voor als de 8e espada. Renji slaagt er echter niet in Szayel Aporro te verslaan, waarna hij ook hulp krijgt van Uryu Ishida. Zelfs samen kunnen ze hem niet verslaan. Later verschijnen Mayuri Kurotsuchi en Nemu Kurotsuchi. Mayuri doodt Szayel Aporro uiteindelijk.

## Krachten
Szayel Aporro is een erg intelligent persoon, wat ook blijkt uit zijn ontwikkelingen van wapens en onderzoek. Het is dan ook niet te verwonderen dat hij de aanvallen van zijn tegenstanders snel kan analyseren. Ook kan Szayel Aporro de Sonido gebruiken op hetzelfde niveau als de Hirenkyaku van Uryu Ishida.
Fornicaras: (邪淫妃, Forunikarasu) wordt bevrijd door de woorden "Sip" (啜れ, Susure). Wanneer hij dit gezegd heeft, slikt Szayel Aporro zijn zanpakuto in. In zijn bevrijdde vorm heeft de zanpakuto een kracht genaamd Telon Balon (球体幕, Teron Baron). Dit is een balvormige bescherming die rondom hem sluiten. Ook bevat zijn zanpakuto nog andere krachten. De eerste daarvan is Carbon-Copy. Dit is een techniek waarbij hij een cloon kan maken van zijn vijand door middel van een zwarte vloeistof die uit zijn rug loopt. Een andere techniek is Teatro de Titere (人形芝居, Teatoro de Titere). Hier maakt hij een poppetje van zijn tegenstander. Wanneer hij het opent, zitten er kleine orgaantjes in die hij vervolgens doorbreekt, zodat de echte tegenstander verwond raakt. Ook kan hij de techniek Posession gebruiken, waarbij hij, mocht hij opgegeten worden, het lichaam overnemen waarin hij zich bevindt. Ten slotte, Gabriel (受胎告知, Gaburieru), is zijn kracht om herboren te worden door uit het lichaam van zijn vijand terug te keren en inmiddels zijn vijand te doden.